# Шевченка (Хмільницький район)
Шевче́нка (колишня назва — Зиновинці) — село в Україні, у Хмільницькій міській громаді Хмільницького району Вінницької області. Населення становить 407 осіб. До 2020 року орган місцевого самоврядування — Шевченківська сільська рада.

## Географія
Село Шевченка розташоване за 56 км від областного центру та 17 км від районного центру. Селом тече річка Хвоса.

## Назва
Колишня назва — Зіновинці. За радянських часів село було перейменоване на честь Тараса Шевченка.

## Історія
На місці поховання предків архієпископа Волинського та Житомирського Модеста Стрільбицького наприкінці ХІХ століття було збудовано Свято-Троїцьку церкву, яка була зменшеною копією житомирського кафедрального Спасо-Преображенського собору. В храмі знаходилась чудотворна ікона Зіновинської Божої Матері та її список. Ця церква була зруйнована атеїстичним, совєтським режимом в 1935р. Місцевим мешканцям вдалося спаси чудотворну ікону та її копію.
В ніч з 31 жовтня на 1 листопада 1921 року, під час Листопадового рейду, через Зіновинці проходила Подільська група під командуванням Михайла Палія-Сидорянського) Армії Української Народної Республіки.
12 червня 2020 року, відповідно до розпорядження Кабінету Міністрів України № 707-р «Про визначення адміністративних центрів та затвердження територій територіальних громад Вінницької області», село увійшло до складу Хмільницької міської громади.
19 липня 2020 року, в результаті адміністративно-територіальної реформи і ліквідації Літинського району, село увійшло до складу новоутвореного Хмільницького району.